# Astroscan

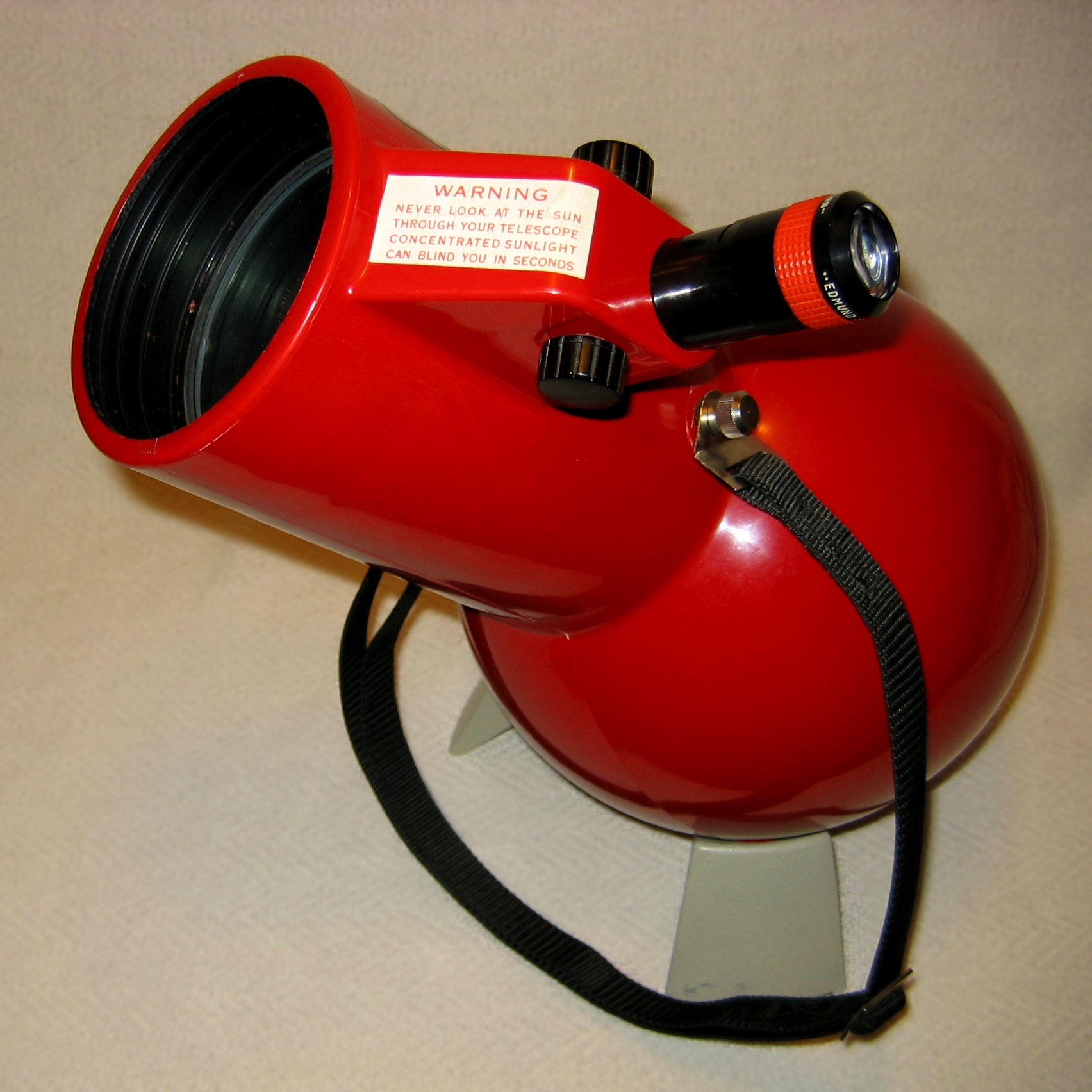
Astroscan sur son support.

L'Astroscan est un télescope de type Newton à grand champ produit par Edmund Scientific Corporation (en).  Il a été conçu par Norman Sperling (en) et Mike Simmons, comme télescope d'initiation.  Plutôt que d'utiliser une classique monture équatoriale ou monture altazimutale, l'Astroscan est construit autour d'une base sphérique, contenant le miroir primaire, à poser sur un support en aluminium.  Il est construit pour être durable et facile d'utilisation par un astronome amateur débutant; il a gagné un prix de design industriel en 1976 et est toujours vendu en 2012.  Le corps du télescope est en ABS résistant aux chocs et est équipé d'une bandoulière pour le transport et l'observation.

## Design optique
L'astroscan est un télescope de type Newton avec un miroir primaire parabolique, en verre borosilicate aluminisé, de 105 millimètres de diamètre et de 445 mm de focale (F/4.2).  Conçu pour rester simple, il connait certaines limitations. Son court rapport focal ne permet pas de fort grossissements ; le miroir primaire est réglé en usine et ne peut être ajusté ; le miroir secondaire est fixé sur un verre qui ne doit pas être confondu avec un objectif catadioptrique, il s'agit d'une simple vitre qui ne contribue en rien à l'optique du système. L'astroscan est livré avec deux oculaires Plössl offrant des grossissement de 16 fois (oculaire de 28 mm qui donne un champ de 3°) et de 30 fois (oculaire de 16 mm donnant un champ de 1.6°).

## Nom
Lors de l'introduction en 1976, Edmund Scientific appela ce produit, The Edmund Wide-Field Telescope avec le numéro de produit "2001".  La société organisa un concours public se terminant le 15 novembre 1976 afin de donner un nom commercial et ce fut Astroscan 2001 qui fut choisi.